# 유럽벌매
유럽벌매(European honey buzzard, 학명: Pernis apivorus, pern, common pern)는 수리과에 속하는 맹금류이다.
길이는 52~60센티미터, 날개 길이는 135~150센티미터에 이를만큼 크기가 더 작은 말똥가리에 비해 날개가 길고 큰 편이다. 작은 머리에 긴 목이 특징이다. 성별은 깃털로 구별되며 이는 대형 맹금류에는 흔치 않은 것이다. 수컷의 머리는 푸르고 희며 암컷의 머리는 갈색이다. 암컷은 수컷보다 크기가 조금 더 크고 더 어둡다.

## 화랑
- 유럽벌매의 모습을 담은 영상